# Billet de 300 francs Clément Serveau
Recto
Verso
Le 300 francs Clément Serveau (ou Cérès) est un billet de banque français créé le 6 octobre 1938 mais seulement mis en circulation le 4 juin 1945 par la Banque de France. Il est le seul billet de trois-cents francs jamais émis en France.

## Historique
Ce billet fut mis en réserve dans les coffres de la Banque de France sous la menace de plus en plus précise d'un conflit : l'année 1938 voit en effet l'Europe traversée par de multiples tensions politiques et les stocks de billets de la Banque diminuer. On fabrique dans l'urgence un billet de 300 et un autre de 3 000 francs. Ce dernier est uniface, imprimé sur un simple papier couleur vert d'eau de format chéquier et sans fioritures mais avec un filigrane repris du type Bayard : il ne circulera jamais et n'est pas considéré comme un billet officiel.
Ces circonstances exceptionnelles expliquent le montant inhabituel de ce billet, Trois-cents francs, et le fait que la vignette soit non datée. Entre octobre 1938 et février 1939, on estime que la Banque aurait fait imprimer 24 millions de billets.
Contrairement à la légende, ce billet n'a pas circulé avant le 4 juin 1945 : ce jour-là, le gouvernement décide de retirer de la circulation tous les billets d'un montant supérieur à 50 francs ; les déposants ont douze jours pour se présenter aux comptoirs de la Banque de France pour effectuer leurs échanges de vieilles coupures (incluant les billets « drapeau ») contre des coupures dites de « réserve » de 300 francs Clément Serveau et de 5 000 francs Union française. Il circulera pendant près de trois ans, durant les années dites de « reconstruction », et se raréfiera dès 1948. 
Il fut retiré de la circulation à partir du 20 novembre 1950 et définitivement privé de cours légal le 1er juin 1963. Le tirage total fut de 24 852 000 billets.

## Description
Ce billet fut imprimé en polychromie d'après les peintures d'Henri Clément Serveau (dit Clément-Serveau) exécutées pour une maquette de billet de 10 francs en 1915 dont le projet fut abandonné (on lui préféra le type 10 francs Minerve), et gravé par Ernest Deloche.
Ce type est également baptisé « 300 francs Cérès » d'après l'effigie de la déesse qui orne au recto le côté gauche. Au verso, l'on trouve sur le côté droit l'effigie de Mercure.
Il n'y a pas de date indiquée sur ce billet et le filigrane représente une tête de Mercure de profil.
Les dimensions sont de 138 mm x 88 mm.